# 差別用語
差別用語（さべつようご）とは、「他者の人格を個人的にも集団的にも傷つけ、蔑み、社会的に排除し、侮蔑・抹殺する暴力性のある言葉。使用したことにより、名誉毀損罪など、法的に損害賠償責任が発生する可能性が高い言葉」であり、公の場で使うべきでない言葉の総称である。差別語（さべつご）とも。

## 概要
具体的には、特定の属性（国籍、人種、民族、家系、門地、学歴、性別、宗教、性的指向、障害性、既往、職業など）の人々に対する否定的差別を意図して使用される俗語や表現を指し、侮蔑するための蔑称を含む。
差別用語と公的に認定されていなくても、差別的に使用される表現は「差別用語」または「避けられるべき言葉」とみなされることがあり、言葉によっては議論の結果「差別用語」とされないこともある。ただし共通解はなく、人によって解釈や捉え方が異なる。また過度な侮蔑は差別的とされる。差別用語を用いて侮蔑行為や差別的な行為を行って他者を傷付けた場合、訴訟問題に発展して発言者が損害賠償責任を負うケースがある。

## 差別用語への対応
差別用語への対応としては、以下のようなものがある。
- 差別用語の使用を控える - マスメディアにおいては、差別語・不快語は人権意識が薄かった時代の言葉[2]であるとして、「不具、かたわ、廃疾（者）」は「身体障害（者）、体の不自由な人」などと言い換える[3]、としているように、該当する語句その言い換え語を明示している。なお、いわゆる放送禁止用語は非公表であり、通常、部外者がその内容を知ることはできない。これらはあくまで表現の自主規制であり、表現の自由の建前から個人の日常会話において制限されるものではない[4]。
- 差別用語を別の表現で言い換える - トルコ風呂→ソープランドなど。動植物の標準和名においても、差別用語が含まれているとして改名したものや、改名の動きがあるものがある（メクラウナギ→ヌタウナギ、シナモクズガニ→チュウゴクモクズガニなど）。
- 差別用語に関する規制の違う時代に発表された文学・映像作品において、再版や放映に際して現代的基準で差別用語を書き換える、発言部分の音声を消去するなどの対応が取られることがある。一方で、表現の自由やオリジナリティなどの観点から「差別を助長する意図はない」「作品のオリジナリティを尊重する」旨の注釈を加えた上で、オリジナルのまま出版、放送することもある[5][6]。

## 差別用語の例

### 日本語
| 言葉               | 差別・侮蔑の対象                       | 備考 |
| ------------------ | -------------------------------------- | --- |
| 気違い             | 精神障害者                             | 1974年、ドラマの中で「きちがいに刃物」という表現が使われ、これが精神障害者への差別として抗議された。翌年1975年以降、差別用語に。 |
| 黒ん坊             | 黒人・褐色人種                         | |
| サンボ             | 黒人・褐色人種                         | アメリカでは日本で出版されている『ちびくろサンボ』や黒人マネキンが、黒人差別であるとして絶版にいたる。 |
| 毛唐 シロンボ      | 欧米人                                 | |
| ちゃんころ         | 中国人、もしくは華僑                   | |
| ポコペン           | 中国人、もしくは華僑                   | |
| チョン、バカチョン | 朝鮮人                                 | 元々は江戸時代からある江戸言葉であり、朝鮮人を差別する用語ではなかった。 |
| ジプシー           |                                        | 『ジプシー』が差別的であるという理由で放送禁止用語となり、山口百恵のシングル『謝肉祭』が自主規制され、2005年のアルバム『コンプリート百恵回帰』の発売による解禁まで、この曲が入っているCD・アルバム・ライブDVDが世に出回らなかった。一方で刑事ドラマ『太陽にほえろ!』の登場人物である原刑事は様々な所轄署を渡り歩くことから「ジプシー」のニックネームが付いているが、特に差別用語・放送禁止用語としては取り扱われていない。                 |
| 特亜               | 中国人や朝鮮人                         | |
| 特殊部落           | 過疎地、過疎地の住民                   | 1969年、左翼でマルクス主義経済学者の大内兵衛が岩波書店の雑誌『世界』1969年3月号で、「大学という特殊部落」という論文を発表。部落解放同盟から糾弾され、雑誌は回収され、大内は謝罪した。また、1973年、フジテレビの番組『3時のあなた』で玉置宏が、「芸能界は特殊部落」と発言し、番組内で謝罪訂正した。しかし、部落解放同盟から糾弾され、玉置は同年12月25日の同番組で再度謝罪した。この事件をきっかけにマスコミでは『言い換え集』が作成される。 |
| 土人               |                                        | 1989年、浅田彰が『文学界』2月号で、昭和天皇の病気治癒を願って皇居で記帳している日本国民を、「土人」と呼んだ。もともとは単に「その土地の人」という意味であり、北海道に住むアイヌ民族を保護する法律として北海道旧土人保護法が制定されていた時期もあった（現在は廃止）。 |
| トルコ風呂         | トルコ文化、トルコ人                   | 1984年、「トルコ風呂」という呼称についてトルコ人留学生から抗議され、社会問題となる。その後新たな名称が公募され、「ソープランド」が選出された。 |
| 肌色               | 肌の色がペールオレンジでないすべての人 | 日本国内の国際化の進展に伴い、色鉛筆や絵具、クレヨンなどの色名としての「肌色」が人種差別的なニュアンスがあるとされ、 1999年にぺんてるが「ペールオレンジ」に、2000年に三菱鉛筆、トンボ鉛筆、サクラクレパスが「うすだいだい」に変更している。2022年3月15日に刊行された共同通信社の『記者ハンドブック』第14版では差別語とされた。 |
| めくら             | 全盲者                                 | 1976年には、小学館刊の『ピノキオ』の中で「めくら」という差別表現が使用されており、全盲者へ差別を助長すると名古屋の市民によって抗議された。また、2007年には、和名がメクラウナギからホソヌタウナギに、メクラアナゴからアサバホラアナゴに改名されている。 |
| ホッテントット     | コイコイ人                             | 2022年3月21日放送の日本テレビ『午前0時の森』（パイロット版）で、出演者が女性の身体的特徴について、アフリカのコイコイ人への蔑称とされる「ホッテントット」と発言し、同局の公式サイトで謝罪文を公開する事態となった。 |
| かたわ、びっこ     | 身体障害者                             | |
| ナマポ（生保）     | 生活保護受給者                         | 本来の略称読みは「せいほ」だが、生命保険の略称と表記・読みが同一であるため、区別のために称されるようになり、後にそのニュアンスが差別的であることから、現在は差別用語として使用されている。 |
| 裏日本             | 日本海側                               | 太平洋側に対して発展が遅れていた時期もあった日本海側に対する卑下的表現のため、1960年代後半頃より差別用語に認定され、使われなくなった。 |

### 英語
| 言葉          | 差別・侮蔑の対象 | 出典   |
| ------------- | ---------------- | ------ |
| Jap           | 日本人           |        |
| nigger        | 黒人             |        |
| en:Chingchong | 東アジア人       | [ 15 ] |

### 中国語
| 言葉         | 差別・侮蔑の対象 | 備考 |
| ------------ | ---------------- | --- |
| 倭人、小日本 | 日本人           | 太平洋戦争前後、中国人の中華思想でのこれらの語は日本を蔑称する言い方であった。「小日本」は2025年現在でも使われている。 |
| 南蛮         | 中国南方の民族   | |
| 日本鬼子     | 日本軍、日本人   | |
| 二鬼子       | 朝鮮人           | |

## 関連文献
- 田宮武『マスコミと差別語の常識』明石書店、1993年3月31日。ISBN 4-7503-0492-1。(要登録)